# Aegilops ventricosa
Aegilops ventricosa Tausch, 1837 è una pianta erbacea annuale della famiglia delle Poacee (o Gramineae, nom. cons.).